# راي فيذرستون
راي فيذرستون (بالإنجليزية: Rae Featherstone)‏ هو مهندس معماري أسترالي، ولد في 1907، وتوفي في 1987.